# Уоллес, Люсиль
Люсиль Уоллес (англ. Lucille Wallace; 22 февраля 1898, Чикаго, Иллинойс — 21 марта 1977, Лондон) — американская пианистка и клавесинистка. Жена пианиста Клиффорда Керзона (с 1931 г.).

## Биография
Окончила консерваторию Буша в Чикаго, затем Вассар-колледж (1923) со специализацией по истории (однако на церемонии выпуска исполнила первую часть фортепианного концерта Эдварда Грига). В 1923—1925 гг. изучала историю и историю музыки в Венском университете и в Сорбонне. Лишь после этого сделала окончательный выбор в пользу музыкальной карьеры. Училась в Париже у Ванды Ландовской, вслед за которой занималась возрождением интереса к клавирным сочинениям Доменико Скарлатти и Франсуа Куперена. Выступала в пионерских программах под руководством Нади Буланже, получавших высокую оценку критики. В 1928 г. совершенствовала своё мастерство в Берлине у Артура Шнабеля.
C 1932 г. жила и работала в Великобритании. 29 октября 1946 г. исполнила Гольдберг-вариации Иоганна Себастьяна Баха в первый день работы специализированного канала классической музыки радиостанции BBC. В 1947 г. журнал «Time» называет её среди ведущих клавесинистов эпохи. Исполняла четырёхручный репертуар с Лайелом Барбуром. Первая исполнительница Концерта для клавесина с оркестром Сирила Скотта (1938). Бенджамин Бриттен написал для Уоллес каденции к ре-мажорному концерту Йозефа Гайдна.
В 1950 г. завершила исполнительскую карьеру, полностью посвятив себя мужу и двум усыновлённым детям — Петеру и Францу, сыновьям актёра Густава Диссля и певицы Марии Чеботарь.